# Changement de nom de communes en France dans les années 1950
Pour des articles plus généraux, voir Changement de nom de communes en France et Changement de nom de communes en France au XXe siècle.
Cet article présente une liste des changements de nom de communes en France dans les années 1950.

## Années 1950

### 1950
27 décembre 1950
| Code INSEE | Ancienne dénomination | Département | Nouvelle dénomination |
| ---------- | --------------------- | ----------- | --------------------- |
| 19167      | Port-Dieu             | Corrèze     | Confolent-Port-Dieu   |

11 novembre 1950
| Code INSEE | Ancienne dénomination | Département | Nouvelle dénomination |
| ---------- | --------------------- | ----------- | --------------------- |
| 39374      | Moutaine-Aresches     | Jura        | Moutaine              |

25 octobre 1950
| Code INSEE | Ancienne dénomination | Département      | Nouvelle dénomination |
| ---------- | --------------------- | ---------------- | --------------------- |
| 77215      | Gretz                 | Seine-et-Marne   | Gretz-Armainvilliers  |
| 24221      | Ladosse               | Dordogne         | Rudeau-Ladosse        |
| 59316      | Houplin               | Nord             | Houplin-Ancoisne      |
| 76544      | Rouvray               | Seine-Inférieure | Rouvray-Catillon      |

22 octobre 1950
| Code INSEE | Ancienne dénomination | Département    | Nouvelle dénomination |
| ---------- | --------------------- | -------------- | --------------------- |
| 77428      | Saint-Ouen            | Seine-et-Marne | Saint-Ouen-en-Brie    |

31 août 1950
| Code INSEE | Ancienne dénomination | Département | Nouvelle dénomination |
| ---------- | --------------------- | ----------- | --------------------- |
| 39283      | Lavancia              | Jura        | Lavancia-Epercy       |

28 août 1950
| Code INSEE | Ancienne dénomination | Département                             | Nouvelle dénomination     |
| ---------- | --------------------- | --------------------------------------- | ------------------------- |
| 95042      | Baillet               | Seine-et-Oise (actuellement Val-d'Oise) | Baillet-en-France         |
| 34183      | Nissan                | Hérault                                 | Nissan-lez-Enserune       |
| 60490      | Pierrefitte           | Oise                                    | Pierrefitte-en-Beauvaisis |

13 août 1950
| Code INSEE | Ancienne dénomination | Département | Nouvelle dénomination |
| ---------- | --------------------- | ----------- | --------------------- |
| 57129      | Charly                | Moselle     | Charly-Oradour        |

2 juillet 1950
| Code INSEE | Ancienne dénomination | Département     | Nouvelle dénomination |
| ---------- | --------------------- | --------------- | --------------------- |
| 64057      | Arthez                | Basses-Pyrénées | Arthez-de-Béarn       |

17 juin 1950
| Code INSEE | Ancienne dénomination | Département | Nouvelle dénomination      |
| ---------- | --------------------- | ----------- | -------------------------- |
| 51440      | Pontfaverger          | Marne       | Pontfaverger-Moronvilliers |

9 avril 1950
| Code INSEE | Ancienne dénomination | Département | Nouvelle dénomination |
| ---------- | --------------------- | ----------- | --------------------- |
| 14353      | Landes                | Calvados    | Landes-sur-Ajon       |
| 33540      | Vendays               | Gironde     | Vendays-Montalivet    |
| 38351      | Saint-Agnin           | Isère       | Saint-Agnin-sur-Bion  |

30 mars 1950
| Code INSEE | Ancienne dénomination | Département      | Nouvelle dénomination |
| ---------- | --------------------- | ---------------- | --------------------- |
| 76148      | Bures                 | Seine-Inférieure | Bures-en-Bray         |

22 mars 1950
| Code INSEE | Ancienne dénomination | Département | Nouvelle dénomination |
| ---------- | --------------------- | ----------- | --------------------- |
| 12192      | Prohencoux            | Aveyron     | Mounes-Prohencoux     |
| 27045      | Bazincourt            | Eure        | Bazincourt-sur-Epte   |

25 février 1950
| Code INSEE | Ancienne dénomination | Département | Nouvelle dénomination |
| ---------- | --------------------- | ----------- | --------------------- |
| 50603      | Tourville             | Manche      | Tourville-sur-Sienne  |

8 février 1950
| Code INSEE | Ancienne dénomination | Département                             | Nouvelle dénomination |
| ---------- | --------------------- | --------------------------------------- | --------------------- |
| 95445      | Nerville              | Seine-et-Oise (actuellement Val-d'Oise) | Nerville-la-Forêt     |

23 janvier 1950
| Code INSEE | Ancienne dénomination | Département | Nouvelle dénomination |
| ---------- | --------------------- | ----------- | --------------------- |
| 39471      | Ruffey                | Jura        | Ruffey-sur-Seille     |

18 janvier 1950
| Code INSEE | Ancienne dénomination | Département      | Nouvelle dénomination |
| ---------- | --------------------- | ---------------- | --------------------- |
| 76595      | Saint-Jouin-sur-Mer   | Seine-Inférieure | Saint-Jouin-Bruneval  |

9 janvier 1950
| Code INSEE | Ancienne dénomination | Département | Nouvelle dénomination   |
| ---------- | --------------------- | ----------- | ----------------------- |
| 38431      | Saint-Nazaire         | Isère       | Saint-Nazaire-les-Eymes |

### 1951
19 juillet 1951
| Code INSEE | Ancienne dénomination | Département                          | Nouvelle dénomination |
| ---------- | --------------------- | ------------------------------------ | --------------------- |
| 91347      | Longpont              | Seine-et-Oise (actuellement Essonne) | Longpont-sur-Orge     |

31 mai 1951
| Code INSEE | Ancienne dénomination | Département | Nouvelle dénomination |
| ---------- | --------------------- | ----------- | --------------------- |
| 51028      | Avenay                | Marne       | Avenay-Val-d'Or       |

23 mai 1951
| Code INSEE | Ancienne dénomination | Département | Nouvelle dénomination   |
| ---------- | --------------------- | ----------- | ----------------------- |
| 11071      | Cascastel             | Aude        | Cascastel-des-Corbières |
| 73143      | Lanslebourg           | Savoie      | Lanslebourg-Mont-Cenis  |

19 mai 1951
| Code INSEE | Ancienne dénomination | Département | Nouvelle dénomination  |
| ---------- | --------------------- | ----------- | ---------------------- |
| 83153      | Saint-Mandrier        | Var         | Saint-Mandrier-sur-Mer |

18 février 1951
| Code INSEE | Ancienne dénomination | Département | Nouvelle dénomination |
| ---------- | --------------------- | ----------- | --------------------- |
| 42077      | Croizet               | Loire       | Croizet-sur-Gand      |

### 1952
31 décembre 1952
| Code INSEE | Ancienne dénomination | Département | Nouvelle dénomination |
| ---------- | --------------------- | ----------- | --------------------- |
| 23075      | Dun-le-Palleteau      | Creuse      | Dun-le-Palestel       |

7 décembre 1952
| Code INSEE | Ancienne dénomination | Département                             | Nouvelle dénomination |
| ---------- | --------------------- | --------------------------------------- | --------------------- |
| 73303      | Ugines                | Savoie                                  | Ugine                 |
| 95197      | Deuil                 | Seine-et-Oise (actuellement Val-d'Oise) | Deuil-la-Barre        |

14 novembre 1952
| Code INSEE | Ancienne dénomination | Département        | Nouvelle dénomination |
| ---------- | --------------------- | ------------------ | --------------------- |
| 54084      | Bonvillers-Mont       | Meurthe-et-Moselle | Mont-Bonvillers       |

23 octobre 1952
| Code INSEE | Ancienne dénomination      | Département                           | Nouvelle dénomination    |
| ---------- | -------------------------- | ------------------------------------- | ------------------------ |
| 21061      | Bellenod-sous-Origny       | Côte-d'Or                             | Bellenod-sur-Seine       |
| 41155      | Muides                     | Loir-et-Cher                          | Muides-sur-Loire         |
| 71205      | Frangy                     | Saône-et-Loire                        | Frangy-en-Bresse         |
| 72284      | Saint-Germain-de-la-Coudre | Sarthe                                | Saint-Germain-sur-Sarthe |
| 78615      | Thiverval                  | Seine-et-Oise (actuellement Yvelines) | Thiverval-Grignon        |

17 octobre 1952
| Code INSEE | Ancienne dénomination | Département | Nouvelle dénomination |
| ---------- | --------------------- | ----------- | --------------------- |
| 51002      | Ablois                | Marne       | Saint-Martin-d'Ablois |

6 juillet 1952
| Code INSEE | Ancienne dénomination | Département | Nouvelle dénomination |
| ---------- | --------------------- | ----------- | --------------------- |
| 24022      | Badefols-de-Cadouin   | Dordogne    | Badefols-sur-Dordogne |
| 58086      | Cosne                 | Nièvre      | Cosne-sur-Loire       |

18 juin 1952
| Code INSEE | Ancienne dénomination | Département    | Nouvelle dénomination |
| ---------- | --------------------- | -------------- | --------------------- |
| 38129      | Corrençon             | Isère          | Corrençon-en-Vercors  |
| 71569      | Vérizet-Fleurville    | Saône-et-Loire | Vérizet               |

16 mai 1952
| Code INSEE | Ancienne dénomination | Département       | Nouvelle dénomination |
| ---------- | --------------------- | ----------------- | --------------------- |
| 17418      | Salignac-de-Pons      | Charente-Maritime | Salignac-sur-Charente |

21 février 1952
| Code INSEE | Ancienne dénomination | Département | Nouvelle dénomination |
| ---------- | --------------------- | ----------- | --------------------- |
| 67376      | Pisdorf               | Bas-Rhin    | Bischtroff-sur-Sarre  |

### 1953
31 décembre 1953
| Code INSEE | Ancienne dénomination | Département | Nouvelle dénomination |
| ---------- | --------------------- | ----------- | --------------------- |
| 63247      | Murols                | Puy-de-Dôme | Murol                 |
| 84014      | Beaumont              | Vaucluse    | Beaumont-de-Pertuis   |

5 décembre 1953
| Code INSEE | Ancienne dénomination    | Département | Nouvelle dénomination |
| ---------- | ------------------------ | ----------- | --------------------- |
| 33108      | Castillon-et-Capitourlan | Gironde     | Castillon-la-Bataille |
| 84015      | Beaumont                 | Vaucluse    | Beaumont-du-Ventoux   |
| 84034      | Caumont                  | Vaucluse    | Caumont-sur-Durance   |
| 84060      | Lagarde                  | Vaucluse    | Lagarde-d'Apt         |

22 octobre 1953
| Code INSEE | Ancienne dénomination | Département      | Nouvelle dénomination |
| ---------- | --------------------- | ---------------- | --------------------- |
| 04004      | Allemagne             | Basses-Alpes     | Allemagne-en-Provence |
| 11266      | Nouvelle              | Aude             | Port-la-Nouvelle      |
| 76124      | Boschyons             | Seine-Inférieure | Bosc-Hyons            |

13 août 1953
| Code INSEE | Ancienne dénomination     | Département    | Nouvelle dénomination   |
| ---------- | ------------------------- | -------------- | ----------------------- |
| 05171      | Theus                     | Hautes-Alpes   | Théus                   |
| 24584      | Villefranche-de-Longchapt | Dordogne       | Villefranche-de-Lonchat |
| 49223      | Mûrs                      | Maine-et-Loire | Mûrs-Erigné             |
| 87131      | Saillat                   | Haute-Vienne   | Saillat-sur-Vienne      |

7 août 1953
| Code INSEE | Ancienne dénomination | Département  | Nouvelle dénomination |
| ---------- | --------------------- | ------------ | --------------------- |
| 05035      | Château-Neuf-d'Oze    | Hautes-Alpes | Châteauneuf-d'Oze     |
| 41080      | Faverolles            | Loir-et-Cher | Faverolles-sur-Cher   |

19 juillet 1953
| Code INSEE | Ancienne dénomination | Département    | Nouvelle dénomination  |
| ---------- | --------------------- | -------------- | ---------------------- |
| 27658      | Le Tremblay           | Eure           | Le Tremblay-Omonville  |
| 49364      | Vaudelenay            | Maine-et-Loire | Vaudelnay              |
| 67459      | Schweinheim           | Bas-Rhin       | Schwenheim             |
| 84110      | Saint-Léger-d'Orange  | Vaucluse       | Saint-Léger-du-Ventoux |

20 mai 1953
| Code INSEE | Ancienne dénomination | Département | Nouvelle dénomination     |
| ---------- | --------------------- | ----------- | ------------------------- |
| 73051      | Le Bourget            | Savoie      | Le Bourget-du-Lac         |
| 73261      | Saint-Michel          | Savoie      | Saint-Michel-de-Maurienne |

7 mai 1953
| Code INSEE | Ancienne dénomination | Département                           | Nouvelle dénomination |
| ---------- | --------------------- | ------------------------------------- | --------------------- |
| 78361      | Mantes-Gassicourt     | Seine-et-Oise (actuellement Yvelines) | Mantes-la-Jolie       |

12 avril 1953
| Code INSEE | Ancienne dénomination | Département      | Nouvelle dénomination  |
| ---------- | --------------------- | ---------------- | ---------------------- |
| 13100      | Saint-Rémy            | Bouches-du-Rhône | Saint-Rémy-de-Provence |
| 53264      | Thorigné              | Mayenne          | Thorigné-en-Charnie    |

3 avril 1953
| Code INSEE | Ancienne dénomination | Département | Nouvelle dénomination     |
| ---------- | --------------------- | ----------- | ------------------------- |
| 53196      | Saint-Aignan          | Mayenne     | Saint-Aignan-de-Couptrain |

12 mars 1953
| Code INSEE | Ancienne dénomination | Département         | Nouvelle dénomination    |
| ---------- | --------------------- | ------------------- | ------------------------ |
| 66088      | Ille                  | Pyrénées-Orientales | Ille-sur-Têt             |
| 66093      | Laroque               | Pyrénées-Orientales | Laroque-des-Albères      |
| 66187      | Saint-Paul            | Pyrénées-Orientales | Saint-Paul-de-Fenouillet |
| 66222      | Vernet                | Pyrénées-Orientales | Vernet-les-Bains         |

7 mars 1953
| Code INSEE | Ancienne dénomination        | Département      | Nouvelle dénomination |
| ---------- | ---------------------------- | ---------------- | --------------------- |
| 76606      | Sainte-Marguerite-lès-Aumale | Seine-Inférieure | Morienne              |

12 février 1953
| Code INSEE | Ancienne dénomination | Département   | Nouvelle dénomination |
| ---------- | --------------------- | ------------- | --------------------- |
| 31059      | Belbèze-Escoulis      | Haute-Garonne | Belbèze               |

31 janvier 1953
| Code INSEE | Ancienne dénomination | Département     | Nouvelle dénomination |
| ---------- | --------------------- | --------------- | --------------------- |
| 40164      | Lugaut-Retjons        | Landes          | Retjons               |
| 65307      | Mazères               | Hautes-Pyrénées | Mazères-de-Neste      |
| 71514      | Sens                  | Saône-et-Loire  | Sens-sur-Seille       |

1er janvier 1953
Ces modifications ont été actées par Arrêté du 24 décembre 1952. Ces changements de noms seront confirmés ou modifiés lorsque les communes seront officiellement créées par décret du 17 mars 1969.
| Code INSEE | Ancienne dénomination | Département | Nouvelle dénomination                          |
| ---------- | --------------------- | ----------- | ---------------------------------------------- |
| 97351      | Centre-Approuague     | Guyane      | Approuague (chef-lieu Régina)                  |
| 97352      | Haut-Approuague       | Guyane      | Haute-Mana et Haut-Approuague (chef-lieu Saül) |
| 97353      | Haut-Maroni           | Guyane      | Maripasoula                                    |
| 97354      | Haute-Mana            | Guyane      | Samson (chef-lieu Dégrad-Samson)               |
| 97355      | Mana                  | Guyane      | Moyenne-Mana (chef-lieu Mana)                  |
| 97356      | Oyapoc                | Guyane      | Oyapoc (chef-lieu Camopi)                      |

### 1954
24 décembre 1954
| Code INSEE | Ancienne dénomination | Département    | Nouvelle dénomination |
| ---------- | --------------------- | -------------- | --------------------- |
| 37079      | Civray-sur-Cher       | Indre-et-Loire | Civray-de-Touraine    |
| 62604      | Neufchâtel            | Pas-de-Calais  | Neufchâtel-Hardelot   |

11 novembre 1954
| Code INSEE | Ancienne dénomination | Département | Nouvelle dénomination |
| ---------- | --------------------- | ----------- | --------------------- |
| 23122      | Mansat                | Creuse      | Mansat-la-Courrière   |

11 septembre 1954
| Code INSEE | Ancienne dénomination | Département | Nouvelle dénomination   |
| ---------- | --------------------- | ----------- | ----------------------- |
| 01145      | Dompierre             | Ain         | Dompierre-sur-Veyle     |
| 12061      | Castelnau             | Aveyron     | Castelnau-de-Mandailles |
| 12210      | Saint-André           | Aveyron     | Saint-André-de-Najac    |
| 12219      | Sainte-Eulalie        | Aveyron     | Sainte-Eulalie-d'Olt    |
| 12285      | Vabre                 | Aveyron     | Vabre-Tizac             |
| 18257      | Sury-en-Léré          | Cher        | Sury-près-Léré          |

8 août 1954
| Code INSEE | Ancienne dénomination | Département                          | Nouvelle dénomination  |
| ---------- | --------------------- | ------------------------------------ | ---------------------- |
| 91273      | Gironville            | Seine-et-Oise (actuellement Essonne) | Gironville-sur-Essonne |

21 juin 1954
| Code INSEE | Ancienne dénomination | Département         | Nouvelle dénomination |
| ---------- | --------------------- | ------------------- | --------------------- |
| 60219      | Escles                | Oise                | Escles-Saint-Pierre   |
| 66147      | Porté                 | Pyrénées-Orientales | Porté-Puymorens       |
| 69160      | Poule                 | Rhône               | Poule-les-Écharmeaux  |

30 mai 1954
| Code INSEE | Ancienne dénomination | Département  | Nouvelle dénomination |
| ---------- | --------------------- | ------------ | --------------------- |
| 04208      | Simiane               | Basses-Alpes | Simiane-la-Rotonde    |
| 07154      | Mazan                 | Ardèche      | Mazan-l'Abbaye        |
| 28224      | Lutz                  | Eure-et-Loir | Lutz-en-Dunois        |
| 74070      | Chens                 | Haute-Savoie | Chens-sur-Léman       |

14 mai 1954
| Code INSEE | Ancienne dénomination | Département       | Nouvelle dénomination |
| ---------- | --------------------- | ----------------- | --------------------- |
| 17277      | Pin-Saint-Denis       | Charente-Maritime | Saint-Denis-du-Pin    |
| 18079      | Crézancy              | Cher              | Crézancy-en-Sancerre  |
| 22205      | Plorec                | Côtes-du-Nord     | Plorec-sur-Arguenon   |
| 50269      | Liesville             | Manche            | Liesville-sur-Douve   |

15 mars 1954
| Code INSEE | Ancienne dénomination | Département | Nouvelle dénomination |
| ---------- | --------------------- | ----------- | --------------------- |
| 84012      | Beaumes               | Vaucluse    | Beaumes-de-Venise     |

29 janvier 1954
| Code INSEE | Ancienne dénomination | Département | Nouvelle dénomination |
| ---------- | --------------------- | ----------- | --------------------- |
| 21654      | Vantoux               | Côte-d'Or   | Vantoux-lès-Dijon     |
| 38186      | Gresse                | Isère       | Gresse-en-Vercors     |

### 1955
4 novembre 1955
| Code INSEE | Ancienne dénomination | Département | Nouvelle dénomination |
| ---------- | --------------------- | ----------- | --------------------- |
| 29207      | Plourin               | Finistère   | Plourin-lès-Morlaix   |
| 57153      | Corny                 | Moselle     | Corny-sur-Moselle     |
| 57164      | Dain                  | Moselle     | Dain-en-Saulnois      |
| 57361      | Kerling               | Moselle     | Kerling-lès-Sierck    |
| 57515      | Novéant               | Moselle     | Novéant-sur-Moselle   |
| 57616      | Saint-Julien          | Moselle     | Saint-Julien-lès-Metz |

7 septembre 1955
| Code INSEE | Ancienne dénomination   | Département | Nouvelle dénomination     |
| ---------- | ----------------------- | ----------- | ------------------------- |
| 89167      | Fleury-Vallée-d'Aillant | Yonne       | Fleury-la-Vallée          |
| 89171      | Foissy                  | Yonne       | Foissy-sur-Vanne          |
| 89313      | Précy                   | Yonne       | Précy-sur-Vrin            |
| 89340      | Sainte-Colombe          | Yonne       | Sainte-Colombe-sur-Loing  |
| 89355      | Saint-Martin            | Yonne       | Saint-Martin-sur-Armançon |
| 89400      | Sougères                | Yonne       | Sougères-en-Puisaye       |

3 septembre 1955
| Code INSEE | Ancienne dénomination | Département    | Nouvelle dénomination        |
| ---------- | --------------------- | -------------- | ---------------------------- |
| 15173      | Saint-Bonnet          | Cantal         | Saint-Bonnet-de-Condat       |
| 15174      | Saint-Bonnet          | Cantal         | Saint-Bonnet-de-Salers       |
| 15209      | Saint-Rémy            | Cantal         | Saint-Rémy-de-Chaudes-Aigues |
| 15210      | Saint-Rémy            | Cantal         | Saint-Rémy-de-Salers         |
| 49209      | Montigné              | Maine-et-Loire | Montigné-lès-Rairies         |

28 août 1955
| Code INSEE | Ancienne dénomination | Département | Nouvelle dénomination |
| ---------- | --------------------- | ----------- | --------------------- |
| 14143      | Caumont               | Calvados    | Caumont-l'Éventé      |
| 14336      | Hottot                | Calvados    | Hottot-les-Bagues     |

24 août 1955
| Code INSEE | Ancienne dénomination | Département        | Nouvelle dénomination     |
| ---------- | --------------------- | ------------------ | ------------------------- |
| 54249      | Hannonville           | Meurthe-et-Moselle | Hannonville-Suzémont      |
| 54346      | Manoncourt            | Meurthe-et-Moselle | Manoncourt-en-Woëvre      |
| 54373      | Moncel                | Meurthe-et-Moselle | Moncel-lès-Lunéville      |
| 54398      | Neuviller             | Meurthe-et-Moselle | Neuviller-lès-Badonviller |
| 54476      | Saint-Jean            | Meurthe-et-Moselle | Saint-Jean-lès-Longuyon   |
| 64360      | Lurbe                 | Basses-Pyrénées    | Lurbe-Saint-Christau      |
| 69071      | Curis                 | Rhône              | Curis-au-Mont-d'Or        |
| 71149      | Couches-les-Mines     | Saône-et-Loire     | Couches                   |
| 72027      | Beaumont-la-Chartre   | Sarthe             | Beaumont-sur-Dême         |

15 août 1955
| Code INSEE | Ancienne dénomination | Département    | Nouvelle dénomination |
| ---------- | --------------------- | -------------- | --------------------- |
| 37242      | Savigny               | Indre-et-Loire | Savigny-en-Véron      |
| 49349      | Tilliers              | Maine-et-Loire | Tillières             |
| 56221      | Saint-Jacut           | Morbihan       | Saint-Jacut-les-Pins  |

10 août 1955
| Code INSEE | Ancienne dénomination | Département   | Nouvelle dénomination |
| ---------- | --------------------- | ------------- | --------------------- |
| 03025      | Bessay                | Allier        | Bessay-sur-Allier     |
| 12286      | Vabres                | Aveyron       | Vabres-l'Abbaye       |
| 15025      | Bredons               | Cantal        | Albepierre-Bredons    |
| 31493      | Saint-Lary-Bonjean    | Haute-Garonne | Saint-Lary-Boujean    |

5 août 1955
| Code INSEE | Ancienne dénomination      | Département | Nouvelle dénomination    |
| ---------- | -------------------------- | ----------- | ------------------------ |
| 26182      | Mirabel                    | Drôme       | Mirabel-aux-Baronnies    |
| 30274      | Saint-Julien-de-Valgalgues | Gard        | Saint-Julien-les-Rosiers |
| 46244      | Sabadel                    | Lot         | Sabadel-Latronquière     |

3 juin 1955
| Code INSEE | Ancienne dénomination | Département | Nouvelle dénomination       |
| ---------- | --------------------- | ----------- | --------------------------- |
| 29033      | Le Cloître            | Finistère   | Le Cloître-Pleyben          |
| 29034      | Le Cloître            | Finistère   | Le Cloître-Saint-Thégonnec  |
| 29056      | La Forest             | Finistère   | La Forest-Landerneau        |
| 29057      | La Forêt              | Finistère   | La Forêt-Fouesnant          |
| 29127      | Loc-Eguiner           | Finistère   | Loc-Eguiner-Saint-Thégonnec |
| 29129      | Locmaria              | Finistère   | Locmaria-Berrien            |

28 mai 1955
| Code INSEE | Ancienne dénomination | Département  | Nouvelle dénomination  |
| ---------- | --------------------- | ------------ | ---------------------- |
| 04183      | Saint-Julien          | Basses-Alpes | Saint-Julien-du-Verdon |

14 mai 1955
| Code INSEE | Ancienne dénomination     | Département | Nouvelle dénomination     |
| ---------- | ------------------------- | ----------- | ------------------------- |
| 10280      | Pars                      | Aube        | Pars-lès-Romilly          |
| 33462      | Saint-Philippe-de-Seignac | Gironde     | Saint-Philippe-du-Seignal |

15 avril 1955
| Code INSEE | Ancienne dénomination | Département | Nouvelle dénomination  |
| ---------- | --------------------- | ----------- | ---------------------- |
| 46302      | Senaillac             | Lot         | Sénaillac-Latronquière |

31 mars 1955
| Code INSEE | Ancienne dénomination | Département | Nouvelle dénomination |
| ---------- | --------------------- | ----------- | --------------------- |
| 01004      | Ambérieu              | Ain         | Ambérieu-en-Bugey     |
| 01053      | Bourg                 | Ain         | Bourg-en-Bresse       |
| 01403      | Serrières             | Ain         | Serrières-de-Briord   |

27 mars 1955
| Code INSEE | Ancienne dénomination  | Département | Nouvelle dénomination    |
| ---------- | ---------------------- | ----------- | ------------------------ |
| 34155      | Maureilhan-et-Raméjean | Hérault     | Maureilhan               |
| 34178      | Murviel                | Hérault     | Murviel-lès-Béziers      |
| 34291      | Saint-Vincent          | Hérault     | Saint-Vincent-d'Olargues |

19 mars 1955
| Code INSEE | Ancienne dénomination | Département | Nouvelle dénomination   |
| ---------- | --------------------- | ----------- | ----------------------- |
| 26073      | Chantemerle           | Drôme       | Chantemerle-lès-Grignan |

12 mars 1955
| Code INSEE | Ancienne dénomination | Département | Nouvelle dénomination      |
| ---------- | --------------------- | ----------- | -------------------------- |
| 38070      | Le Champ              | Isère       | Le Champ-près-Froges       |
| 38375      | Saint-Christophe      | Isère       | Saint-Christophe-en-Oisans |
| 38459      | Saint-Sorlin          | Isère       | Saint-Sorlin-de-Vienne     |

14 février 1955
| Code INSEE | Ancienne dénomination | Département | Nouvelle dénomination |
| ---------- | --------------------- | ----------- | --------------------- |
| 26036      | Beaumont              | Drôme       | Beaumont-en-Diois     |

29 janvier 1955
| Code INSEE | Ancienne dénomination   | Département  | Nouvelle dénomination |
| ---------- | ----------------------- | ------------ | --------------------- |
| 01266      | Montrevel               | Ain          | Montrevel-en-Bresse   |
| 28332      | Saint-Denis-de-Moronval | Eure-et-Loir | Sainte-Gemme-Moronval |
| 40325      | Vielle                  | Landes       | Vielle-Tursan         |

17 janvier 1955
| Code INSEE | Ancienne dénomination | Département | Nouvelle dénomination   |
| ---------- | --------------------- | ----------- | ----------------------- |
| 03161      | Marcillat             | Allier      | Marcillat-en-Combraille |

16 janvier 1955
| Code INSEE | Ancienne dénomination | Département | Nouvelle dénomination   |
| ---------- | --------------------- | ----------- | ----------------------- |
| 03096      | Deneuille             | Allier      | Deneuille-lès-Chantelle |

10 janvier 1955
| Code INSEE | Ancienne dénomination | Département | Nouvelle dénomination |
| ---------- | --------------------- | ----------- | --------------------- |
| 67252      | Kurtzenhausen         | Bas-Rhin    | Kurtzenhouse          |

### 1956
27 décembre 1956
| Code INSEE | Ancienne dénomination | Département        | Nouvelle dénomination    |
| ---------- | --------------------- | ------------------ | ------------------------ |
| 45238      | Ousson                | Loiret             | Ousson-sur-Loire         |
| 54011      | Allondrelle           | Meurthe-et-Moselle | Allondrelle-la-Malmaison |
| 64055      | Arros                 | Basses-Pyrénées    | Arros-d'Oloron           |
| 64243      | Géus                  | Basses-Pyrénées    | Géus-d'Arzacq            |
| 64244      | Geüs                  | Basses-Pyrénées    | Geüs-d'Oloron            |
| 85018      | Beauvoir              | Vendée             | Beauvoir-sur-Mer         |
| 85049      | Champagné             | Vendée             | Champagné-les-Marais     |
| 85081      | Dompierre             | Vendée             | Dompierre-sur-Yon        |
| 85131      | Les Magnils           | Vendée             | Les Magnils-Reigniers    |
| 85135      | Mareuil               | Vendée             | Mareuil-sur-Lay          |
| 85151      | Mortagne              | Vendée             | Mortagne-sur-Sèvre       |
| 85163      | Noirmoutier           | Vendée             | Noirmoutier-en-l'Île     |
| 85180      | La Pommeraie          | Vendée             | La Pommeraie-sur-Sèvre   |
| 85189      | Riez                  | Vendée             | Notre-Dame-de-Riez       |

19 octobre 1956
| Code INSEE | Ancienne dénomination | Département | Nouvelle dénomination    |
| ---------- | --------------------- | ----------- | ------------------------ |
| 01033      | Bellegarde            | Ain         | Bellegarde-sur-Valserine |
| 01079      | Champagne             | Ain         | Champagne-en-Valromey    |
| 01384      | Saint-Rambert         | Ain         | Saint-Rambert-en-Bugey   |
| 01443      | Villars               | Ain         | Villars-les-Dombes       |
| 02321      | Fontaine              | Aisne       | Fontaine-lès-Vervins     |

29 août 1956
| Code INSEE | Ancienne dénomination | Département    | Nouvelle dénomination  |
| ---------- | --------------------- | -------------- | ---------------------- |
| 02574      | Origny                | Aisne          | Origny-en-Thiérache    |
| 49212      | Montjean              | Maine-et-Loire | Montjean-sur-Loire     |
| 50243      | Heugueville           | Manche         | Heugueville-sur-Sienne |
| 01021      | Ars                   | Ain            | Ars-sur-Formans        |

8 août 1956
| Code INSEE | Ancienne dénomination | Département | Nouvelle dénomination |
| ---------- | --------------------- | ----------- | --------------------- |
| 07161      | Montpezat             | Ardèche     | Montpezat-sous-Bauzon |
| 07326      | Usclades              | Ardèche     | Usclades-et-Rieutord  |
| 07338      | Vernoux               | Ardèche     | Vernoux-en-Vivarais   |

2 août 1956
| Code INSEE | Ancienne dénomination | Département | Nouvelle dénomination |
| ---------- | --------------------- | ----------- | --------------------- |
| 60670      | Verneuil              | Oise        | Verneuil-en-Halatte   |

13 juillet 1956
| Code INSEE | Ancienne dénomination | Département | Nouvelle dénomination |
| ---------- | --------------------- | ----------- | --------------------- |
| 57275      | Guessling             | Moselle     | Guessling-Hémering    |
| 86090      | Curçay                | Vienne      | Curçay-sur-Dive       |

10 juin 1956
| Code INSEE | Ancienne dénomination | Département         | Nouvelle dénomination    |
| ---------- | --------------------- | ------------------- | ------------------------ |
| 66150      | Prats-de-Mollo        | Pyrénées-Orientales | Prats-de-Mollo-la-Preste |

8 juin 1956
| Code INSEE | Ancienne dénomination | Département | Nouvelle dénomination  |
| ---------- | --------------------- | ----------- | ---------------------- |
| 02095      | Bohain                | Aisne       | Bohain-en-Vermandois   |
| 02200      | Clermont              | Aisne       | Clermont-les-Fermes    |
| 02220      | Coulonges             | Aisne       | Coulonges-en-Tardenois |
| 02423      | Leuilly               | Aisne       | Leuilly-sous-Coucy     |
| 02758      | Vailly                | Aisne       | Vailly-sur-Aisne       |

5 mai 1956
| Code INSEE | Ancienne dénomination    | Département       | Nouvelle dénomination    |
| ---------- | ------------------------ | ----------------- | ------------------------ |
| 17392      | Saint-Romain-de-Beaumont | Charente-Maritime | Saint-Romain-sur-Gironde |
| 30051      | Branoux                  | Gard              | Branoux-les-Taillades    |
| 46183      | Marcilhac                | Lot               | Marcilhac-sur-Célé       |
| 49380      | Volandry                 | Maine-et-Loire    | Vaulandry                |
| 58205      | Ouroux                   | Nièvre            | Ouroux-en-Morvan         |
| 67129      | Ernolsheim-Saverne       | Bas-Rhin          | Ernolsheim-lès-Saverne   |
| 73328      | Viviers                  | Savoie            | Viviers-du-Lac           |
| 82145      | Puygaillard              | Tarn-et-Garonne   | Puygaillard-de-Quercy    |

12 avril 1956
| Code INSEE | Ancienne dénomination | Département | Nouvelle dénomination  |
| ---------- | --------------------- | ----------- | ---------------------- |
| 34280      | Saint-Nazaire         | Hérault     | Saint-Nazaire-de-Pézan |

10 mars 1956
| Code INSEE | Ancienne dénomination | Département     | Nouvelle dénomination   |
| ---------- | --------------------- | --------------- | ----------------------- |
| 64121      | Beyrie                | Basses-Pyrénées | Beyrie-en-Béarn         |
| 64448      | Poey                  | Basses-Pyrénées | Poey-de-Lescar          |
| 64449      | Poey                  | Basses-Pyrénées | Poey-d'Oloron           |
| 64553      | Viellenave-de-Bidache | Basses-Pyrénées | Viellenave-sur-Bidouze  |
| 64554      | Viellenave            | Basses-Pyrénées | Viellenave-d'Arthez     |
| 64555      | Viellenave            | Basses-Pyrénées | Viellenave-de-Navarrenx |

8 mars 1956
| Code INSEE | Ancienne dénomination | Département | Nouvelle dénomination  |
| ---------- | --------------------- | ----------- | ---------------------- |
| 80707      | Saint-Léger-le-Pauvre | Somme       | Saint-Léger-sur-Bresle |

7 mars 1956
| Code INSEE | Ancienne dénomination | Département | Nouvelle dénomination |
| ---------- | --------------------- | ----------- | --------------------- |
| 46015      | Bagnac                | Lot         | Bagnac-sur-Célé       |

24 février 1956
| Code INSEE | Ancienne dénomination | Département | Nouvelle dénomination      |
| ---------- | --------------------- | ----------- | -------------------------- |
| 02050      | Barzy                 | Aisne       | Barzy-en-Thiérache         |
| 02116      | Braye                 | Aisne       | Braye-en-Thiérache         |
| 02127      | Bruyères              | Aisne       | Bruyères-sur-Fère          |
| 02332      | Fresnes               | Aisne       | Fresnes-en-Tardenois       |
| 02558      | Le Nouvion            | Aisne       | Le Nouvion-en-Thiérache    |
| 16075      | Champagne             | Charente    | Champagne-de-Blanzac       |
| 16097      | Cherves               | Charente    | Cherves-de-Cognac          |
| 16319      | Saint-Genis           | Charente    | Saint-Genis-de-Blanzac     |
| 16320      | Saint-Genis           | Charente    | Saint-Genis-d'Hiersac      |
| 16322      | Saint-Germain         | Charente    | Saint-Germain-de-Confolens |
| 16323      | Saint-Germain         | Charente    | Saint-Germain-de-Montbron  |
| 16330      | Saint-Laurent         | Charente    | Saint-Laurent-de-Cognac    |

27 janvier 1956
| Code INSEE | Ancienne dénomination | Département | Nouvelle dénomination    |
| ---------- | --------------------- | ----------- | ------------------------ |
| 33107      | Castillon             | Gironde     | Castillon-de-Castets     |
| 33126      | Civrac                | Gironde     | Civrac-de-Blaye          |
| 33322      | Le Pian               | Gironde     | Le Pian-Médoc            |
| 33323      | Le Pian               | Gironde     | Le Pian-sur-Garonne      |
| 33380      | Saint-Caprais         | Gironde     | Saint-Caprais-de-Blaye   |
| 33382      | Saint-Christoly       | Gironde     | Saint-Christoly-de-Blaye |
| 33406      | Saint-Genès           | Gironde     | Saint-Genès-de-Castillon |
| 33441      | Saint-Martin          | Gironde     | Saint-Martin-Lacaussade  |
| 33453      | Saint-Michel          | Gironde     | Saint-Michel-de-Lapujade |
| 33475      | Saint-Seurin          | Gironde     | Saint-Seurin-de-Bourg    |

23 janvier 1956
| Code INSEE | Ancienne dénomination | Département | Nouvelle dénomination          |
| ---------- | --------------------- | ----------- | ------------------------------ |
| 07112      | Labastide             | Ardèche     | Labastide-de-Juvinas           |
| 07298      | Saint-Symphorien      | Ardèche     | Saint-Symphorien-sous-Chomérac |
| 80080      | Belloy                | Somme       | Belloy-en-Santerre             |
| 80090      | Berny                 | Somme       | Berny-en-Santerre              |
| 80091      | Berny                 | Somme       | Berny-sur-Noye                 |
| 80094      | Berteaucourt          | Somme       | Berteaucourt-lès-Thennes       |
| 80136      | Bray                  | Somme       | Bray-sur-Somme                 |
| 80155      | Bussus                | Somme       | Bussus-Bussuel                 |
| 80241      | Domart                | Somme       | Domart-en-Ponthieu             |
| 80326      | Fontaine              | Somme       | Fontaine-sous-Montdidier       |
| 80453      | Laboissière           | Somme       | Laboissière-en-Santerre        |
| 80562      | Montigny              | Somme       | Montigny-sur-l'Hallue          |
| 80563      | Montigny              | Somme       | Montigny-les-Jongleurs         |

### 1957
2 décembre 1957
| Code INSEE | Ancienne dénomination | Département     | Nouvelle dénomination |
| ---------- | --------------------- | --------------- | --------------------- |
| 65039      | Aspin                 | Hautes-Pyrénées | Aspin-Aure            |
| 65247      | Lahitte               | Hautes-Pyrénées | Lahitte-ez-Angles     |
| 65329      | Nistos-Haut-et-Bas    | Hautes-Pyrénées | Nistos                |

22 août 1957
| Code INSEE | Ancienne dénomination | Département | Nouvelle dénomination |
| ---------- | --------------------- | ----------- | --------------------- |
| 01031      | Bélignat              | Ain         | Bellignat             |

13 juillet 1957
| Code INSEE | Ancienne dénomination | Département | Nouvelle dénomination |
| ---------- | --------------------- | ----------- | --------------------- |
| 33103      | Castelmoron           | Gironde     | Castelmoron-d'Albret  |
| 33104      | Castelnau             | Gironde     | Castelnau-de-Médoc    |
| 33106      | Castets               | Gironde     | Castets-en-Dorthe     |

23 mai 1957
| Code INSEE | Ancienne dénomination | Département     | Nouvelle dénomination   |
| ---------- | --------------------- | --------------- | ----------------------- |
| 06129      | Saint-Sauveur         | Alpes-Maritimes | Saint-Sauveur-sur-Tinée |
| 06130      | Saint-Vallier         | Alpes-Maritimes | Saint-Vallier-de-Thiey  |

13 avril 1957
| Code INSEE | Ancienne dénomination      | Département | Nouvelle dénomination  |
| ---------- | -------------------------- | ----------- | ---------------------- |
| 14327      | Hérouville                 | Calvados    | Hérouville-Saint-Clair |
| 14354      | Langrune                   | Calvados    | Langrune-sur-Mer       |
| 14449      | Monts                      | Calvados    | Monts-en-Bessin        |
| 14578      | Saint-Gatien               | Calvados    | Saint-Gatien-des-Bois  |
| 14702      | Tournay                    | Calvados    | Tournay-sur-Odon       |
| 57285      | Halling-lès-Boulay-Moselle | Moselle     | Halling-lès-Boulay     |

1er avril 1957
| Code INSEE | Ancienne dénomination | Département   | Nouvelle dénomination |
| ---------- | --------------------- | ------------- | --------------------- |
| 14191      | Courseulles           | Calvados      | Courseulles-sur-Mer   |
| 22158      | Mûr                   | Côtes-du-Nord | Mûr-de-Bretagne       |
| 31059      | Belbèze               | Haute-Garonne | Belbèze-en-Comminges  |
| 36245      | Villers               | Indre         | Villers-les-Ormes     |
| 50081      | Bréville              | Manche        | Bréville-sur-Mer      |

2 mars 1957
| Code INSEE | Ancienne dénomination | Département    | Nouvelle dénomination |
| ---------- | --------------------- | -------------- | --------------------- |
| 37020      | Beaulieu              | Indre-et-Loire | Beaulieu-lès-Loches   |

19 janvier 1957
| Code INSEE | Ancienne dénomination | Département | Nouvelle dénomination |
| ---------- | --------------------- | ----------- | --------------------- |
| 45148      | Fontenay              | Loiret      | Fontenay-sur-Loing    |

13 janvier 1957
| Code INSEE | Ancienne dénomination | Département | Nouvelle dénomination |
| ---------- | --------------------- | ----------- | --------------------- |
| 10326      | Rosnay                | Aube        | Rosnay-l'Hôpital      |
| 10411      | Ville-aux-Bois        | Aube        | La Ville-aux-Bois     |
| 10420      | Villenauxe            | Aube        | Villenauxe-la-Grande  |

11 janvier 1957
| Code INSEE | Ancienne dénomination | Département         | Nouvelle dénomination  |
| ---------- | --------------------- | ------------------- | ---------------------- |
| 66124      | Odeillo-Via           | Pyrénées-Orientales | Font-Romeu-Odeillo-Via |

### 1958
21 décembre 1958
| Code INSEE | Ancienne dénomination  | Département    | Nouvelle dénomination      |
| ---------- | ---------------------- | -------------- | -------------------------- |
| 24138      | Coulounieix            | Dordogne       | Coulounieix-Chamiers       |
| 26292      | Saint-Auban            | Drôme          | Saint-Auban-sur-l'Ouvèze   |
| 47179      | Monsempron             | Lot-et-Garonne | Monsempron-Libos           |
| 50555      | Sainte-Suzanne         | Manche         | Sainte-Suzanne-en-Bauptois |
| 76103      | Blosseville-Bonsecours | Seine-Maritime | Bonsecours                 |
| 89155      | Escolives              | Yonne          | Escolives-Sainte-Camille   |

20 décembre 1958
| Code INSEE | Ancienne dénomination | Département | Nouvelle dénomination      |
| ---------- | --------------------- | ----------- | -------------------------- |
| 30253      | Saint-Florent         | Gard        | Saint-Florent-sur-Auzonnet |
| 32255      | Miramont              | Gers        | Miramont-Latour            |
| 32265      | Monclar               | Gers        | Monclar-sur-Losse          |
| 32284      | Montégut              | Gers        | Montégut-Savès             |
| 32392      | Saint-Martin          | Gers        | Saint-Martin-Gimois        |
| 32459      | Valence               | Gers        | Valence-sur-Baïse          |
| 32464      | Villecomtal           | Gers        | Villecomtal-sur-Arros      |

19 décembre 1958
| Code INSEE | Ancienne dénomination | Département | Nouvelle dénomination    |
| ---------- | --------------------- | ----------- | ------------------------ |
| 01370      | Saint-Laurent         | Ain         | Saint-Laurent-sur-Saône  |
| 02653      | Romeny                | Aisne       | Romeny-sur-Marne         |
| 43012      | Aurec                 | Haute-Loire | Aurec-sur-Loire          |
| 43020      | Bas                   | Haute-Loire | Bas-en-Basset            |
| 43037      | Le Bouchet            | Haute-Loire | Le Bouchet-Saint-Nicolas |
| 43052      | Champagnac            | Haute-Loire | Champagnac-le-Vieux      |
| 43141      | Montfaucon            | Haute-Loire | Montfaucon-en-Velay      |

22 octobre 1958
| Code INSEE | Ancienne dénomination | Département  | Nouvelle dénomination  |
| ---------- | --------------------- | ------------ | ---------------------- |
| 09085      | Castillon             | Ariège       | Castillon-en-Couserans |
| 09105      | Daumazan              | Ariège       | Daumazan-sur-Arize     |
| 09167      | Lézat                 | Ariège       | Lézat-sur-Lèze         |
| 09257      | Sainte-Croix          | Ariège       | Sainte-Croix-Volvestre |
| 09293      | Serres                | Ariège       | Serres-sur-Arget       |
| 09306      | Tarascon              | Ariège       | Tarascon-sur-Ariège    |
| 41035      | Champigny             | Loir-et-Cher | Champigny-en-Beauce    |
| 41043      | Châtillon             | Loir-et-Cher | Châtillon-sur-Cher     |
| 41189      | Rilly                 | Loir-et-Cher | Rilly-sur-Loire        |
| 41207      | Saint-Dyé             | Loir-et-Cher | Saint-Dyé-sur-Loire    |
| 41209      | Saint-Firmin          | Loir-et-Cher | Saint-Firmin-des-Prés  |

15 octobre 1958
| Code INSEE | Ancienne dénomination | Département     | Nouvelle dénomination  |
| ---------- | --------------------- | --------------- | ---------------------- |
| 35036      | Brain                 | Ille-et-Vilaine | Brain-sur-Vilaine      |
| 35119      | Gennes                | Ille-et-Vilaine | Gennes-sur-Seiche      |
| 86043      | Ceaux                 | Vienne          | Ceaux-en-Couhé         |
| 86044      | Ceaux                 | Vienne          | Ceaux-en-Loudun        |
| 86055      | La Chapelle-Baton     | Vienne          | La Chapelle-Bâton      |
| 86101      | Frontenay             | Vienne          | Frontenay-sur-Dive     |
| 86158      | Migné                 | Vienne          | Migné-Auxances         |
| 86177      | Neuville              | Vienne          | Neuville-de-Poitou     |
| 86221      | Saint-Genest          | Vienne          | Saint-Genest-d'Ambière |
| 86241      | Saint-Rémy            | Vienne          | Saint-Rémy-sur-Creuse  |
| 86257      | Savigny               | Vienne          | Savigny-sous-Faye      |

13 octobre 1958
| Code INSEE | Ancienne dénomination | Département | Nouvelle dénomination         |
| ---------- | --------------------- | ----------- | ----------------------------- |
| 03155      | Lurcy-Lévy            | Allier      | Lurcy-Lévis                   |
| 14076      | Blainville            | Calvados    | Blainville-sur-Orne           |
| 14475      | Noyers                | Calvados    | Noyers-Bocage                 |
| 14493      | Percy                 | Calvados    | Percy-en-Auge                 |
| 34080      | Colombières           | Hérault     | Colombières-sur-Orb           |
| 34260      | Saint-Gervais         | Hérault     | Saint-Gervais-sur-Mare        |
| 34263      | Saint-Hilaire         | Hérault     | Saint-Hilaire-de-Beauvoir     |
| 34293      | La Salvetat           | Hérault     | La Salvetat-sur-Agout         |
| 36006      | Argenton              | Indre       | Argenton-sur-Creuse           |
| 36115      | Menetou               | Indre       | Menetou-sur-Nahon             |
| 36195      | Saint-Georges         | Indre       | Saint-Georges-sur-Arnon       |
| 36204      | Saint-Michel          | Indre       | Saint-Michel-en-Brenne        |
| 38127      | Cornillon             | Isère       | Cornillon-en-Trièves          |
| 38329      | Quet                  | Isère       | Quet-en-Beaumont              |
| 42318      | Usson                 | Loire       | Usson-en-Forez                |
| 46267      | Saint-Germain         | Lot         | Saint-Germain-du-Bel-Air      |
| 48019      | Barre                 | Lozère      | Barre-des-Cévennes            |
| 48144      | Sainte-Croix          | Lozère      | Sainte-Croix-Vallée-Française |

5 octobre 1958
| Code INSEE | Ancienne dénomination | Département    | Nouvelle dénomination |
| ---------- | --------------------- | -------------- | --------------------- |
| 24222      | Laforce               | Dordogne       | La Force              |
| 71310      | Montchanin-les-Mines  | Saône-et-Loire | Montchanin            |
| 79095      | Clussais              | Deux-Sèvres    | Clussais-la-Pommeraie |

3 octobre 1958
| Code INSEE | Ancienne dénomination | Département                               | Nouvelle dénomination |
| ---------- | --------------------- | ----------------------------------------- | --------------------- |
| 26285      | Rousset               | Drôme                                     | Rousset-les-Vignes    |
| 77476      | Trocy                 | Seine-et-Marne                            | Trocy-en-Multien      |
| 94047      | Mandres               | Seine-et-Oise (actuellement Val-de-Marne) | Mandres-les-Roses     |

13 août 1958
| Code INSEE | Ancienne dénomination | Département      | Nouvelle dénomination |
| ---------- | --------------------- | ---------------- | --------------------- |
| 11407      | Verdun                | Aude             | Verdun-en-Lauragais   |
| 13011      | La Baux               | Bouches-du-Rhône | Les Baux-de-Provence  |
| 29027      | Châteauneuf           | Finistère        | Châteauneuf-du-Faou   |

23 juin 1958
| Code INSEE | Ancienne dénomination | Département   | Nouvelle dénomination       |
| ---------- | --------------------- | ------------- | --------------------------- |
| 31061      | Bellegarde            | Haute-Garonne | Bellegarde-Sainte-Marie     |
| 31080      | Boulogne              | Haute-Garonne | Boulogne-sur-Gesse          |
| 31094      | Buzet                 | Haute-Garonne | Buzet-sur-Tarn              |
| 31336      | Mazères               | Haute-Garonne | Mazères-sur-Salat           |
| 31472      | Saint-Bertrand        | Haute-Garonne | Saint-Bertrand-de-Comminges |
| 31523      | Salies                | Haute-Garonne | Salies-du-Salat             |
| 31582      | Villefranche          | Haute-Garonne | Villefranche-de-Lauragais   |

13 mars 1958
| Code INSEE | Ancienne dénomination | Département    | Nouvelle dénomination |
| ---------- | --------------------- | -------------- | --------------------- |
| 49045      | La Breille            | Maine-et-Loire | La Breille-les-Pins   |

2 mars 1958
| Code INSEE | Ancienne dénomination | Département                             | Nouvelle dénomination   |
| ---------- | --------------------- | --------------------------------------- | ----------------------- |
| 12066      | Clairvaux             | Aveyron                                 | Clairvaux-d'Aveyron     |
| 12094      | Entraygues            | Aveyron                                 | Entraygues-sur-Truyère  |
| 12118      | Lacroix               | Aveyron                                 | Lacroix-Barrez          |
| 12215      | Saint-Christophe      | Aveyron                                 | Saint-Christophe-Vallon |
| 12216      | Saint-Côme            | Aveyron                                 | Saint-Côme-d'Olt        |
| 12258      | La Salvetat           | Aveyron                                 | La Salvetat-Peyralès    |
| 91045      | Ballancourt           | Seine-et-Oise (actuellement Essonne)    | Ballancourt-sur-Essonne |
| 95295      | Guiry                 | Seine-et-Oise (actuellement Val-d'Oise) | Guiry-en-Vexin          |

13 janvier 1958
| Code INSEE | Ancienne dénomination | Département | Nouvelle dénomination |
| ---------- | --------------------- | ----------- | --------------------- |
| 11208      | La Louvière           | Aude        | La Louvière-Lauragais |
| 46117      | Gagnac                | Lot         | Gagnac-sur-Cère       |

### 1959
27 avril 1959
| Code INSEE | Ancienne dénomination | Département    | Nouvelle dénomination    |
| ---------- | --------------------- | -------------- | ------------------------ |
| 08248      | Launois               | Ardennes       | Launois-sur-Vence        |
| 08378      | Saint-Clément         | Ardennes       | Saint-Clément-à-Arnes    |
| 08399      | Sapogne               | Ardennes       | Sapogne-sur-Marche       |
| 08459      | Tremblois             | Ardennes       | Tremblois-lès-Carignan   |
| 37207      | Saint-Aubin           | Indre-et-Loire | Saint-Aubin-le-Dépeint   |
| 37226      | Sainte-Maure          | Indre-et-Loire | Sainte-Maure-de-Touraine |
| 37270      | Vernou                | Indre-et-Loire | Vernou-sur-Brenne        |

26 avril 1959
| Code INSEE | Ancienne dénomination | Département | Nouvelle dénomination    |
| ---------- | --------------------- | ----------- | ------------------------ |
| 08049      | Bar                   | Ardennes    | Bar-lès-Buzancy          |
| 08057      | Belleville            | Ardennes    | Belleville-sur-Bar       |
| 08110      | Le Châtelet           | Ardennes    | Le Châtelet-sur-Sormonne |
| 08115      | Chémery               | Ardennes    | Chémery-sur-Bar          |
| 08168      | La Ferté              | Ardennes    | La Ferté-sur-Chiers      |
| 08210      | Hannogne              | Ardennes    | Hannogne-Saint-Rémy      |
| 08237      | Joigny                | Ardennes    | Joigny-sur-Meuse         |